# 모티머 듀랜드
헨리 모티머 듀랜드(영어: Henry Mortimer Durand, 1850년 1월 14일~1924년 6월 8일)는 영국계 인도인 외교관이자 인도 공무원이었다.

## 듀랜드 라인
듀랜드 라인은 모티머 경의 이름을 따서 지어졌으며 아프가니스탄을 제외한 모든 국가가 공식적으로 인정한 아프가니스탄과 현재의 파키스탄 사이의 국제 국경으로 남아 있다. 국경은 아프가니스탄이 일방적으로 국경의 합법성을 논쟁하기 때문에 두 나라 사이에 계속되는 논쟁의 지점이다.
1884년 듀랜드는 아프가니스탄의 아미르인 압두르 라흐만 칸에게 판지데의 수비대가 코마로프 장군의 명령에 의해 학살당했다고 알렸다. 러시아인들은 영국의 헤라트 점령을 멈추기를 원했고, 듀랜드는 "당시 러시아와 우리 사이에 존재했던 긴장된 관계"를 막기 위해 파견되었다. 영국 신문들의 국내 긴장감은 이 사건의 긴급성을 고조시켰고, 라흐만이 필사적으로 피하고자 했던 중앙아시아에서의 전쟁을 위협했다. 상트페테르부르크의 그랜빌 경과 기어 백작 사이에 전화선이 개통되어 있었다.
모티머 경은 1873년 판지데의 남쪽 돌출부를 제외하고 아프가니스탄 북동부와 러시아 영토 사이의 공동 경계 위원회의 경계에서 요구되는 영토의 교환을 해결하기 위해 영국령 인도 정부에 의해 카불로 추방되었다. 영국은 헤라트를 향한 더 이상의 연장은 선전포고나 다름없음을 분명히 했다. 라흐만은 외교적인 논쟁에서 그의 평소 능력을 보여주었고, 실제 상황에 대한 확실한 근본적인 통찰력과 함께 자신만의 견해나 주장이 논쟁에 있는 그의 집요함을 보여주었다. 왕립위원회는 아프가니스탄과 영국이 통치하는 인도 사이의 경계를 정하기 위해 설립되었다. 두 정당은 현재 파키스탄의 일부인 아프가니스탄 호스트 근처의 파라치나르에 캠프를 쳤다. 영국 측에서는 모티머 듀랜드와 카이버 정치요원 사히브자다 압둘 카윰이 수용소에 참여했다. 아프간인들은 사히브자다 압둘 라티프와 아미르 압두르 라흐만 칸을 대표하는 사르다르 시렌딜 칸이 대표했다.  영토 교환은 우호적으로 합의되었고, 이전에 주선했던 영국령 인도 정부와 아프간 정부 간의 관계가 확인되었다. 라호르에 있는 듀랜드 로드도 그의 이름을 따서 지어졌다.